# Fosterlandsförbundet (konservativa, politiska fångar och landsflyktiga, kristliga demokrater)
Fosterlandsförbundet (konservativa, politiska fångar och landsflyktiga, kristliga demokrater), Tėvynės Sąjunga (konservatoriai, politiniai kaliniai ir tremtiniai, krikščioniškieji demokratai) var ett litauiskt högerparti, bildat 2004 genom samgående mellan Fosterlandsförbundet (litauiska konservativa), Förbundet av politiska fångar och landsflyktiga samt Kristliga demokrater.
I de allmänna valen, den 10 oktober samma år, fick partiet 14,6 % av rösterna och 25 av 141 mandat i parlamentet.
Våren 2008 gick man samman med Litauiska nationella unionen och Litauiska kristdemokrater och bildade det nya partiet Fosterlandsförbundet - Litauiska kristdemokrater.